# Trizay
Trizay – miejscowość i gmina we Francji, w regionie Nowa Akwitania, w departamencie Charente-Maritime.
Według danych na rok 1990 gminę zamieszkiwało 1049 osób, a gęstość zaludnienia wynosiła 74 osób/km² (wśród 1467 gmin regionu Poitou-Charentes Trizay plasuje się na 287. miejscu pod względem liczby ludności, natomiast pod względem powierzchni na miejscu 624.).